# Le Rayon de la mort (film, 1925)
Pour les articles homonymes, voir Le Rayon de la mort.
Pour plus de détails, voir Fiche technique et Distribution.
Le Rayon de la mort (Луч смерти, Loutch smerti) est un film soviétique muet de science-fiction sorti en 1925. Les réalisateurs sont Lev Koulechov et Vsevolod Poudovkine.
Le film est partiellement perdu, la dernière partie (le quart environ) manque.

## Synopsis
Dans un pays étranger capitaliste, les ouvriers d’une usine mènent une révolte qui est réprimée par le patronat, assisté d'une organisation fasciste. Tomas Lann, le dirigeant de la révolte ouvrière, réussit à fuir vers l’Union soviétique où il fait connaissance de l'ingénieur soviétique Podobed, l'inventeur du rayon de la mort, un appareil produisant un rayon énergétique puissant (de type laser), qui peut être utilisé comme une arme. Mais les espions étrangers capitalistes enlèvent l’appareil pour l'utiliser comme arme contre les ouvriers révoltés. Après plusieurs poursuites, bagarres et luttes, Tomas Lann réussi à reprendre l’appareil et à le transporter dans son pays. Là, les ouvriers révoltés, armés maintenant du rayon de la mort, peuvent gagner leur lutte contre les capitalistes.

## Fiche technique
- Réalisateurs : Lev Koulechov, Vsevolod Poudovkine
- Scénario : Vsevolod Poudovkine
- Studio : Goskino
- Format : Noir et blanc — muet (intertitres en russe)

## Distribution
- Porfiri Podobed : l'ingénieur Podobed
- Vsevolod Poudovkine : le prêtre Revo
- Sergueï Komarov : Tomas Lann
- Vladimir Fogel : le fasciste Fog
- Aleksandra Khokhlova : la tireuse / la sœur Édith
- Andreï Faït : l'espion
- Andreï Gortchiline : Rapp, l'électricien
- Piotr Galadjev : M Ruller, le directeur de cirque
- Leonid Obolenski : major Hard, un fasciste
- Viktor Pilchtchikov : le neveu de M Ruller